# Zygospora

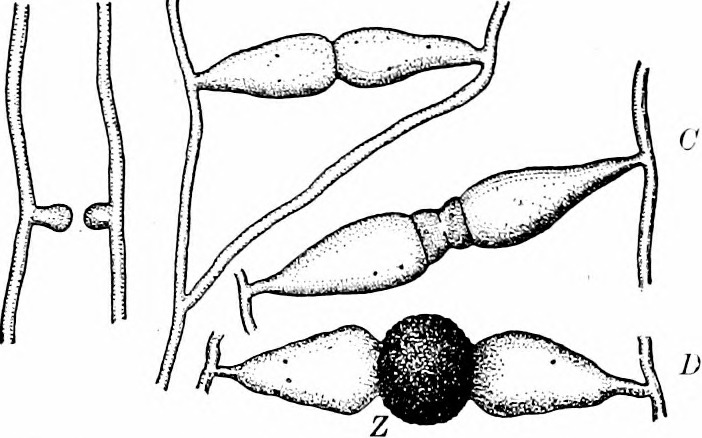
Kolejne etapy powstawania zygospory Rhizopus

Zygospora – komórka przetrwalnikowa powstająca w wyniku rozmnażania płciowego glonów lub grzybów.
U glonów do powstania zygospory może dochodzić po izogamii lub heterogamii. W pierwszym przypadku powstała z dwóch ruchliwych gamet zygota ma cztery wici i przez jakiś czas pływa, następnie traci wici i opada na dno zbiornika wodnego otaczając się grubą ścianą komórkową. Zygota powstająca w wyniku heterogamii przekształca się w komórkę przetrwalnikową bezpośrednio po powstaniu. Zygospora pozwala wytwarzającym ją glonom przetrwać okres niesprzyjających warunków środowiska, takich jak okres niskich temperatur lub okres suszy. Po ustaniu spoczynku zygota dzieli się mejotycznie, w wyniku czego powstają cztery haploidalne dwuwiciowe komórki zdolne do rozmnażania płciowego i bezpłciowego. U glonów wielokomórkowych po podziale mejotycznym trzy z powstałych komórek mogą degenerować, a z jednej odtwarzany jest organizm. W ten sposób rozmnażają się glony należące do skrętnic. U nitkowatego glonu – uwikło (Oedogonium) z zygospory powstają haploidalne zoospory, które dopiero po podziale mitotycznym odtwarzają nitkę glonu.
U grzybów z rodzaju Rhizopus zygospora powstaje w wyniku zlania gametangiów. Mają one postać jednokomórkowej nabrzmiałej strzępki zwanej wieszadełkiem lub zygoforem. Dochodzi jedynie do plazmogamii bez kariogamii. Wielojądrowa zygospora otacza się grubą brodawkowatą ścianą komórkową. Na koniec okresu spoczynku jedna para jąder zlewa się. Dochodzi do podziału mejotycznego, po którym jedno jądro pozostaje aktywne, a trzy degenerują. Z kiełkującej zygospory rozwija się haploidalna komórczakowa grzybnia.
U niektórych gatunków grzybów występują azygospory – struktury podobne do zygospor, ale nie powstałe wskutek połączenia się gametangiów. Zygospor nie należy także mylić z zygokonidiami.